# Muzea paměti obětí politických represí v Kazachstánu
Muzea paměti obětí politických represí v Kazachstánu (Muzeum KarLag - Karaginskij Lager) sídlí v Dolince v Karagandské oblasti v Kazachstánu asi 36 km od metropole Karaganda, v budově bývalé správy pracovních táborů KarLag. a v Astaně (Ženský tábor Akmol). Vznikla za účelem uchování památky na oběti trestných pracovních táborů, které se nacházely na území Kazachstánu.
Na webu Dark Tourism je Muzeum Karlag řazeno na 7. místo v pořadí hrůz. Muzeum KarLagu vzniklo na základě nařízení prezidenta Republiky Kazachstán, nařízení akima oblasti ze dne 24. února 2001 a rozhodnutí akima Šachtinska ze dne 30. listopadu 2001. Jako právnická osoba bylo muzeum zaregistrováno na ministerstvu spravedlnosti 19. března 2002 a má status městského státního zařízení. Zřizovatelem muzea je akimat Karagandské oblasti a státním řídícím orgánem je odbor kultury Karagandské oblasti.

## Historie Karlagu
Ve 30. a 50. letech 20. století, kdy docházelo v Sovětském svazu k masovým politickým represím, byl největší kazachstánskou pobočkou sítě pracovních táborů Gulag tzv. KarLag (Карагандинский исправительно-трудовой лагерь, Карлаг, Karagandský nápravně pracovní tábor), s centrem v osadě Dolinka, kde sídlila správa KARITL, která řídila celý systém táborů v Kazachstánu. KarLag byl zřízen v roce 1931 v období osidlování odlehlých oblastí většího SSSR a jeho etnických republik. Jedním z hlavních cílů při jeho založení byl rozvoj Karagandské uhelné pánve ve středním Kazachstánu a měděných hutí Žezkazgan a Balchaš. Dalším z důvodů vzniku tábora KarLag bylo také vytvoření rozsáhlé zemědělské základny podporované bezplatnou pracovní silou pro rychle se rozvíjející průmysl ve středním Kazachstánu. Tábor byl založen na území neobydlené pusté stepi a během prvních několika let se poměrně rychle rozrostl do sousedních oblastí na severu a jihu.

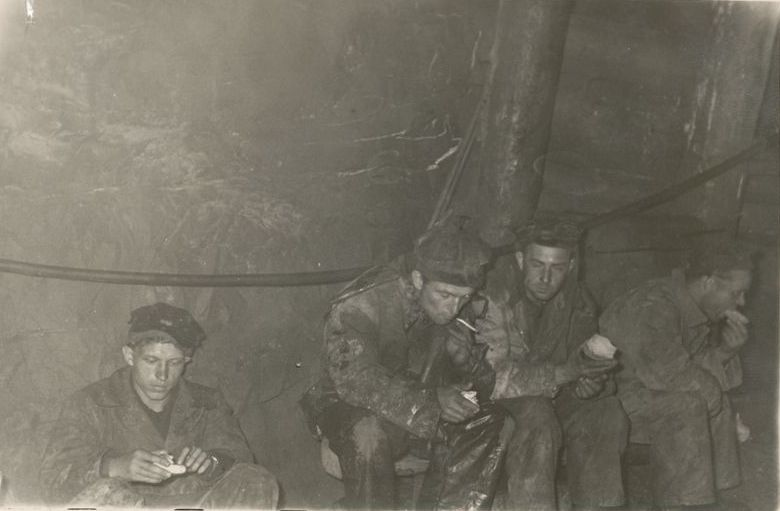
Političtí vězni v žezkazganském dole

Do obrovského pracovního tábora ve středním Kazachstánu, který se rozkládal od Akmolské oblasti na severu až po řeku Ču na jihu byli převáženi vězni z evropské části SSSR. Později, po druhé světové válce, sem proudila další vlna vězňů, kterou tvořili bývalí sovětští váleční zajatci držení nacisty, než je Rudá armáda vrátila do Sovětského svazu. Do KarLagu byli převezeni také vězni odsouzení jako "nepřátelé lidu" podle "článku 58" RSFSR, včetně těhotných žen a malých dětí. V KarLagu bylo za celou jeho historii internováno celkem přes 1 000 000 vězňů. Dozorci v KarLagu se zodpovídali pouze NKVD v Moskvě a nikdo ze stranické ani místní správy neměl na rozhodování dozorců tábora žádný vliv. V době stalinského teroru bylo uvězněno přes 100 000 Kazachů a NKVD v Almaty popravila podle různých odhadů přes 25 000 zatčených. Jejich pozůstatky jsou nalézány v masových hrobech ještě v roce 2018.

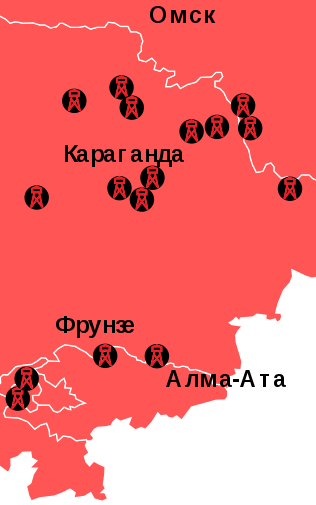
Systém pracovních táborů Karlag v Kazachstánu

Jak se území KarLagu rozšiřovalo, pohlcovalo okolí osídlené kazašskými pastevci i některá civilní sídla, kam se v letech 1906-1907 přistěhovali etničtí Rusové, Ukrajinci a Němci. V důsledku toho v roce 1931 NKVD vystěhovala 80 000 Kazachů ze 4 000 jurt a 1 200 jiných etnik žijících v osadách. Plocha KarLagu se postupně rozšířila z 53 000 hektarů roku 1931 na 1 780 650 hektarů (6 875 km²) v roce 1941, kdy ho tvořilo 22 jednotek a 159 táborů. Do roku 1953 se dále zvětšil na 26 jednotek a 192 táborů.
Kolektivizace, nucené stěhování a konfiskace zdejší obyvatele vytlačily do města Karagandy a přilehlých oblastí. V Karagandě se právě začínaly budovat uhelné doly, takže mnoho z těchto přesídlenců bylo využito jako levná pracovní síla. Dobytek zabavený pastevcům - ovce, velbloudi, skot a koně byl převeden do nově vzniklé organizace "Východní maso" (Vostok Mjaso), která je zpracovávala, aby uživila pracovní sílu. Prázdné pozemky po přesídlencích brzy zaplnily tisíce vězňů. Transporty nových vězňů přicházely jeden za druhým z centrálních částí RSFSR. V KarLagu stavěli železnice, stáje pro dobytek, byty pro zaměstnance táborů, kasárna a vězeňské tábory. V KarLagu byl otrockou prací vězňů vybudován také závod na zpracování kůží, který vyráběl kožené výrobky, kožešiny a válenky.

## Muzeum
Před rokem 2011 bylo muzeum umístěno v části polikliniky Arman SVA v Dolince a od roku 2011 sídlí v budově bývalé Správy táborů KarLag. Muzeum je instalováno na třech podlažích a nabízí působivý výběr videí, dioramat, obrázků a informačních tabulí. Expozice zahrnuje i hrůzy hladomoru, který Kazachstán sužoval v letech 1919-1922 a při němž zahynulo přibližně 500 000 lidí. Poukazuje na krutost namířenou proti vězeňkyním, kterým bylo násilně odebráno 1 507 dětí, označených za "děti národních zrádců". Řada místností ve sklepeních zobrazuje mučení a kruté tresty, o kterých svědčili přeživší. Toto temné téma představují rekonstruované mučírny: řetězy visící ze stropu, nejrůznější mučicí nástroje a domalované krvavé skvrny na stěnách. Podobně zlověstnou atmosféru mají i makety výslechových místností, cely pro zadržené a na konci červeně osvětlená místnost za mřížemi s bíle oděnou figurínou čelem ke zdi, zřejmě čekající na popravu. Jedna místnost je plná sudů. Podle svědectví se v sudech v zimě ukládaly mrtvoly konzervované solí kde čekaly než na jaře půda dostatečně rozmrzne a bude možné je pohřbít.

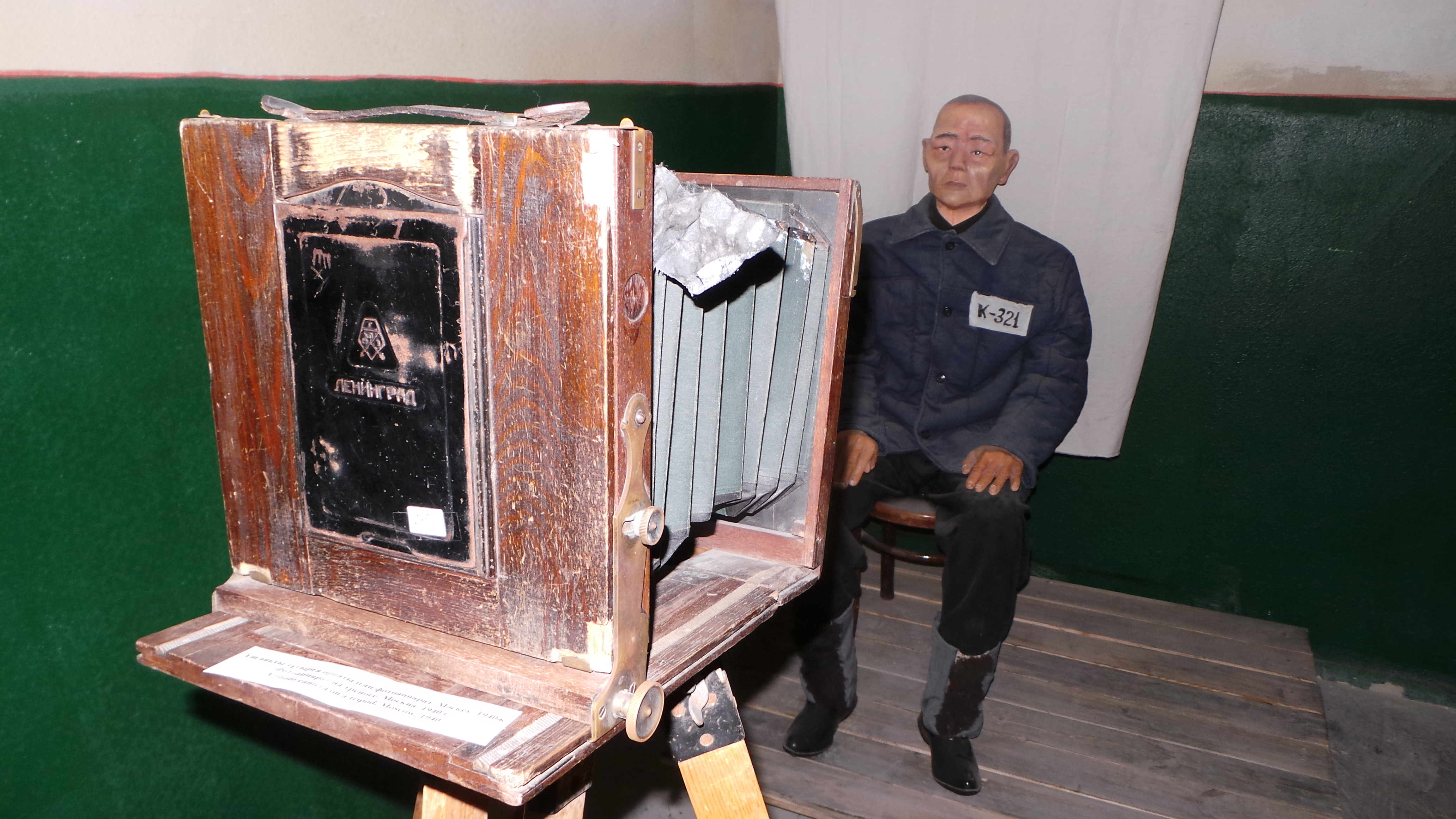
Figurína fotografovaného vězně

V rozporu s tímto negativním obrazem jsou informace, které chválí vědecké a zemědělské úspěchy, jichž v táborech dosáhli vězni, včetně některých předních intelektuálů SSSR, jako byl biofyzik Alexandr Čiževskij. Informuje o kulturních akcích, které vězni každoročně pořádali, a uměleckých dílech, která směli vytvářet - ale ne podepisovat.
Hlavní chodby podél obou křídel muzea jsou jednotně navrženy tak, aby připomínaly táborové ploty s ostnatým drátem, mřížemi na stropě a dřevěnými panely podél stěn, na nichž jsou vystaveny především fotografie a osobní složky vězňů. Z historie kolektivizace, která ukončila tradiční kočovný způsob života v Kazachstánu, jsou vystaveny fotografie, jak sovětští vojáci násilně odvádějí náčelníky vesnic, rozebírají jurty a páchají další podobné krutosti. Rudý teror a hladomor ve 30. letech 20. století dokumentuje fotografie dítěte v kupce sena - údajně uneseného k jídlu, ale zachráněného vědci, kteří snímek pořídili. Je zde podáno několik osobních příběhů, které hrůzy dále individualizují, včetně řady fotografií a dokumentů a celého seznamu lidí, kteří byli na konci trestu místo propuštění jednoduše zastřeleni.
Mapa ukazuje obrovskou rozlohu jednotlivých táborů v porovnání s mapou Francie. Příležitostné vzpoury organizované vězni (zejména v Tokyrau a Bokty) jsou zachyceny prostřednictvím velkých obrazů. V přízemí se nachází několik závěrečných sekcí zaměřených spíše na samotný Kazachstán. Sahá od represí přes boj až po nezávislost a události z prosince 1986.
"Muzeum paměti obětí politických represí pořádá akce k památným datům - shromáždění na Mamočkinově hřbitově, Den paměti, Den nezávislosti. Pořádá výstavy a přednášky na téma "Zemědělství v táborech Gulag", zveřejňuje počty a osudy jednotlivých vězněných.

### Tábor LugLag
Do speciálního tábora č. 9 LugLag v Dolince byli posíláni invalidní političtí vězni. Sloužil jako pracovní a pro velitele tábora plukovníka Čečeva zařazení vězně do pracovního procesu nebránila ani ztráta končetin. Proto se mu říkalo Všesvazový domov invalidů. Mezi činnosti vězňů patřily výroba cihel, vápna, sádry a mramoru, keramických výrobků (dlaždice, obklady, nádobí), těžba kamene a minerálních barev, zemědělské práce v osadách Jumabek a Taldy-Kuduk (farma Janakoy), bytová výstavba, řezání a zpracování dřeva. Maximální počet vězňů tohoto tábora je udáván k 1. září 1951 - 12 717 osob.

### Zajatecký tábor Spassk
Spassk se nachází 45 km od Karagandy a v předrevolučním Kazachstánu byl centrem velké zahraniční obchodní společnosti a centrem Karagandské oblasti. V březnu 1931 zde byl zřízen speciální tábor OGPU-NVD-MTB, zvaný "Písečný", který měl pověst, že se z něj nikdo živý nezachránil. Uprchlí vězni byli posíláni do Spasska na smrt. Hroby umučených vězňů se zachovaly dodnes a na Pamětním hřbitově byl postaven památník. Je zde pohřbeno celkem 5152 válečných zajatců a internovaných - Němců, Japonců, Rumunů, Rakušanů, Poláků, Italů, Finů, Čechů, Slováků, Maďarů a zástupců dalších národností.
Během války se z něj stal zajatecký tábor a k centrálnímu táboru byl zřízen pobočný tábor Kokoze. Oběma tábory prošlo kolem 40 000 zajatců, kteří pracovali v dolech, metalurgických závodech nebo automobilce Zil. Mezi lety 1942 až 1945 v táboře zemřelo kolem 7 000 zajatců. Tábor Spassk byl v systému KarLagu považován za tábor se zvláštním režimem a pravidelně do něj byli posíláni zvlášť nebezpeční zločinci. Spasský tábor zůstal součástí KarLagu až do roku 1956. Roku 2004 byl na místním hřbitově odhalen Památník obětí KarLagu.

### StepLag

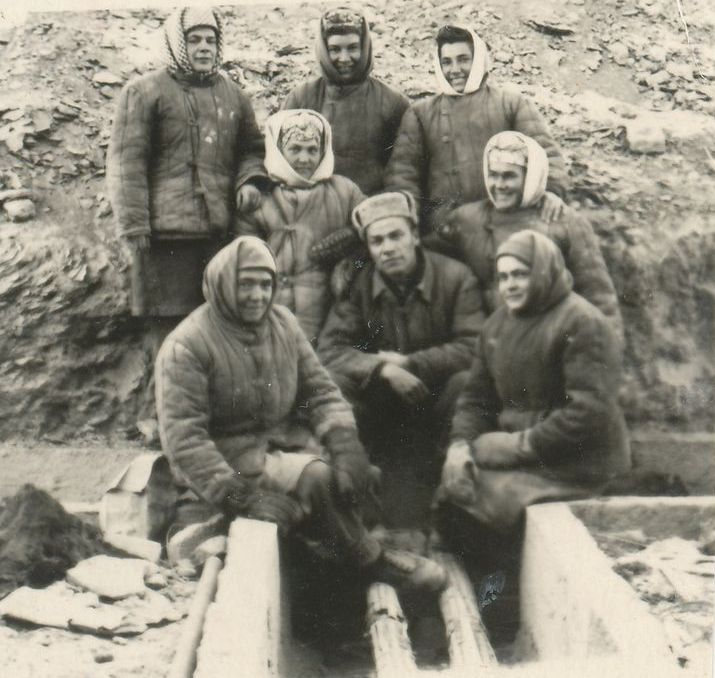
Skupina politických vězňů v Kengiru

Tábor byl zřízen roku 1936 zároveň s otevřením dolů na manganovou a měděnou rudu a metalurgického závodu v Žezkazganu a později sloučen s oběma podniky jako Stavební okrsek NKVD Kengir. Od počátku zde pracovalo kolem 7000 vězňů a stovky dobrovolníků. Během druhé světové války zdejší těžba pokryla 70 % spotřeby manganu a více než polovinu spotřeby mědi. V letech 1941-1942 bylo v táboře Žezkazgan umístěno 1 830 osob za kontrarevoluční zločiny, 548 za loupeže a vraždy, 108 za narušení hranic, 477 za dezerci a válečné zločiny a 9 050 za "jiné zločiny". Mezi odsouzenými "za jiné zločiny" bylo mnoho nevinných dělníků, kolchozníků, inženýrů a dalších odborníků, kteří byli na pokyn NKVD posláni do otroctví. V táborech se ocitli ne proto, že by se provinili, ale protože byli potřební ve stavebnictví, dolech a lomech.
Tábor fungoval na podobném principu jako nacistické koncentrační tábory a vyznačoval se mimořádně těžkými pracovními podmínkami. 16. května 1954 se vězni vzbouřili a jejich povstání otřáslo celým systémem Gulagu. Na počátku povstání stáli vzdělaní a odvážní lidé, představitelé vojenské inteligence sovětské armády, kteří byli předtím v německém zajetí. Povstání vězňů ve StepLagu trvalo 40 dní. Žezkazgan navštívili ministr státní bezpečnosti SSSR Serov, ministr vnitra Kruglov, generální prokurátor Rudenko, náčelník Gulagu Dolgikh a další. Povstání bylo nakonec brutálně potlačeno vojenskou technikou a pravidelnou armádou, vůdci povstání byli zatčeni a podle očitých svědků bylo zabito a zraněno 600 lidí. Po tomto incidentu byly koncentrační tábory systému Gulag zrušeny.

### Ženský tábor Akmol
Akmolský tábor žen nepřátel lidu (rus: А кмолинский Л агерь Ж ён И зменников Р одины, A.L.Ž.I.R.) byl vybudován v blízkosti Astany na zvláštní příkaz KGB jako 26. zařízení 17. divize tábora Karaganda pro manželky, dcery a sestry odsouzených "nepřátel lidu". Podle výnosu Ústředního výkonného výboru SSSR z 8. června 1934 byli rodinní příslušníci "zrádců" odsouzeni k 5 až 10 letům vězení nebo k deportaci do sibiřských oblastí na 5 let. Zatýkány byly těhotné ženy i matky, které právě porodily. Z 1 507 dětí, které se za mřížemi narodily, se většina stala obětí hladu a zimy. Děti, které přišly do tábora se svými matkami, byly ve věku 2–3 let odebrány matkám a "vychovány" v sirotčincích.
Muzejní pamětní komplex ALŽIR obětem politických represí a totality byl otevřen v roce 2007 v obci Akmol, centru Tselinogradské oblasti. Komplex se skládá z památníku "Brána smutku" a dvou sochařských kompozic: "Boj a naděje" a "Hněv a bezmoc" a "Zeď vzpomínek". Expozice muzea ve třech patrech připomíná historii politických represí a popisuje působení vězeňských institucí. Muzeum se zaměřuje na politické aktivity kazašské inteligence v letech 1905-1916, období sovětské vlády, tragédii kolektivizace a hospodářství, hladomor v Kazachstánu, "velký teror" v letech 1937-1938, gulag v Kazachstánu, přesídlení národů do Kazachstánu. Samostatnou kapitolou jsou politické a ideologické represe v Kazachstánu v letech 1940–1950 a události z prosince 1986.

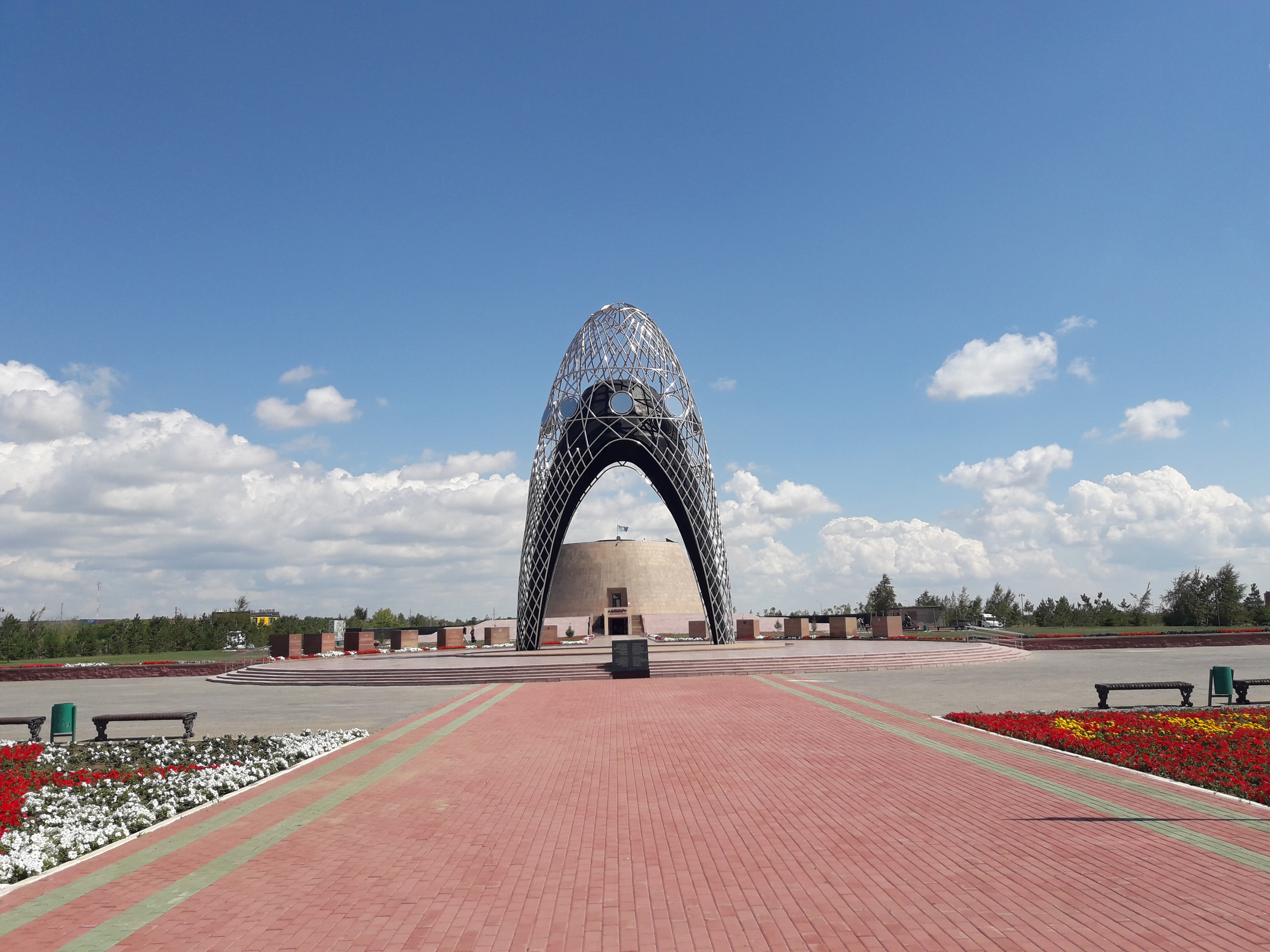
"Brána smutku", Astana
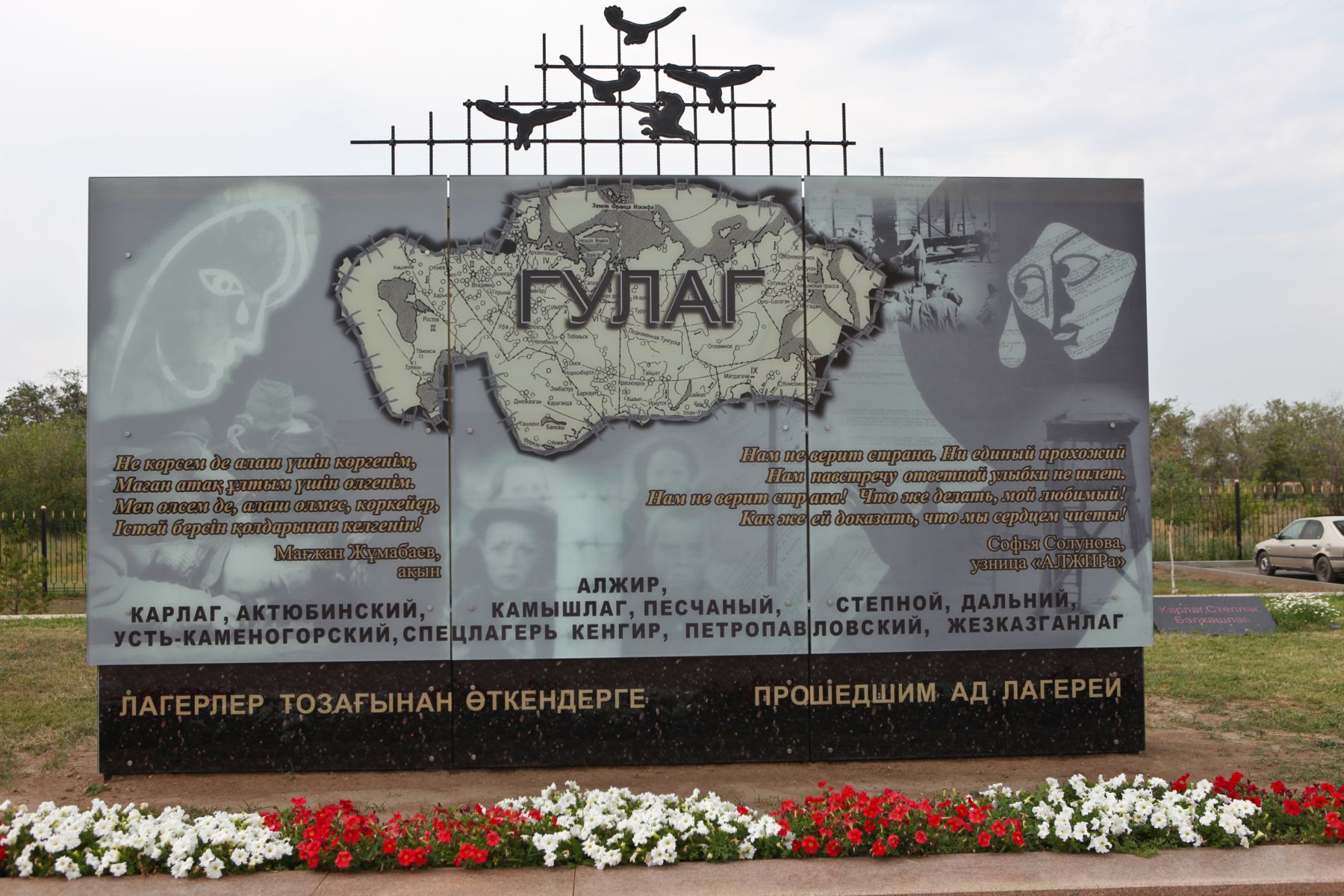
Pomník obětem Gulagu, Astana
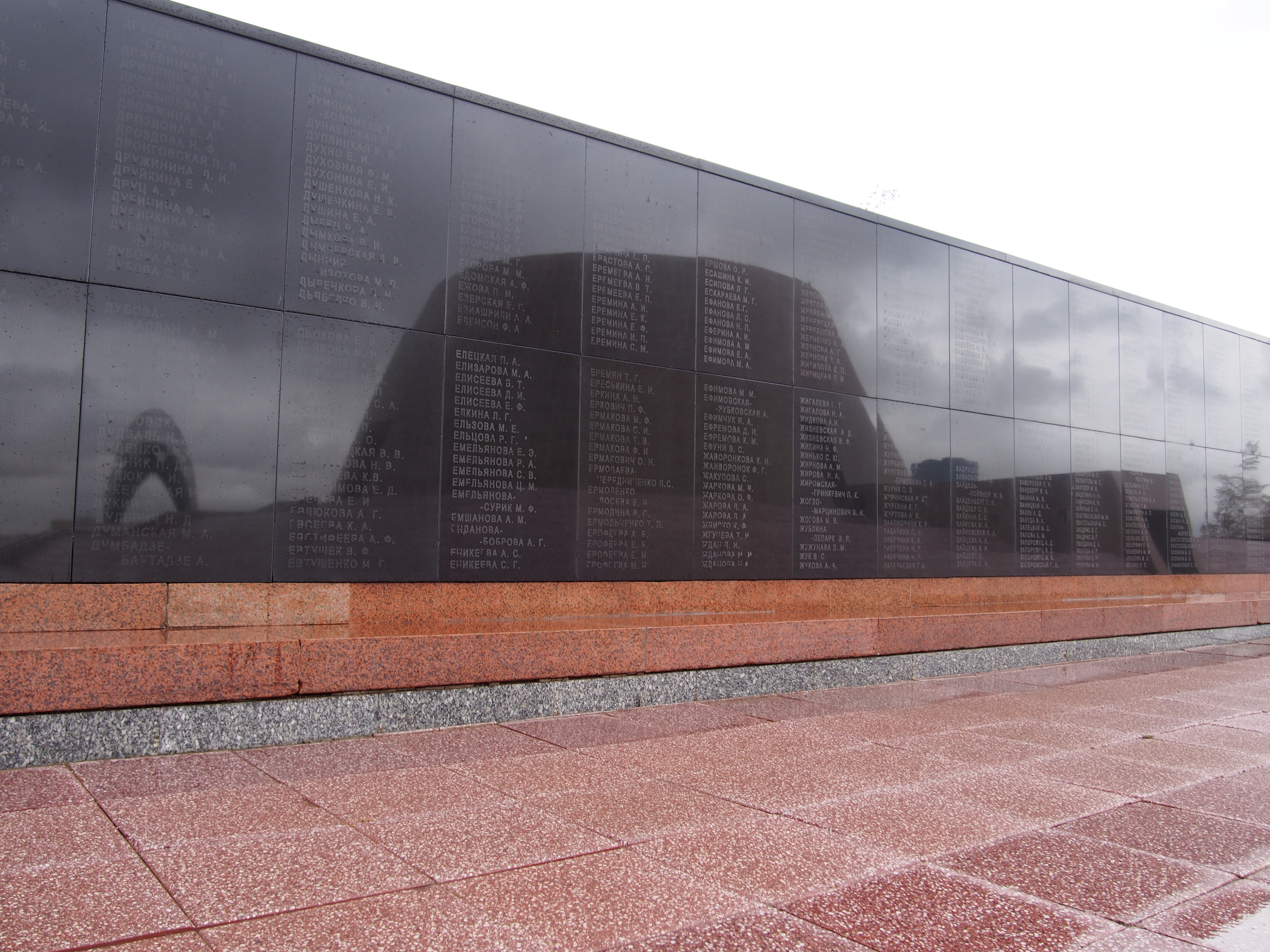
"Zeď vzpomínek" se jmény obětí
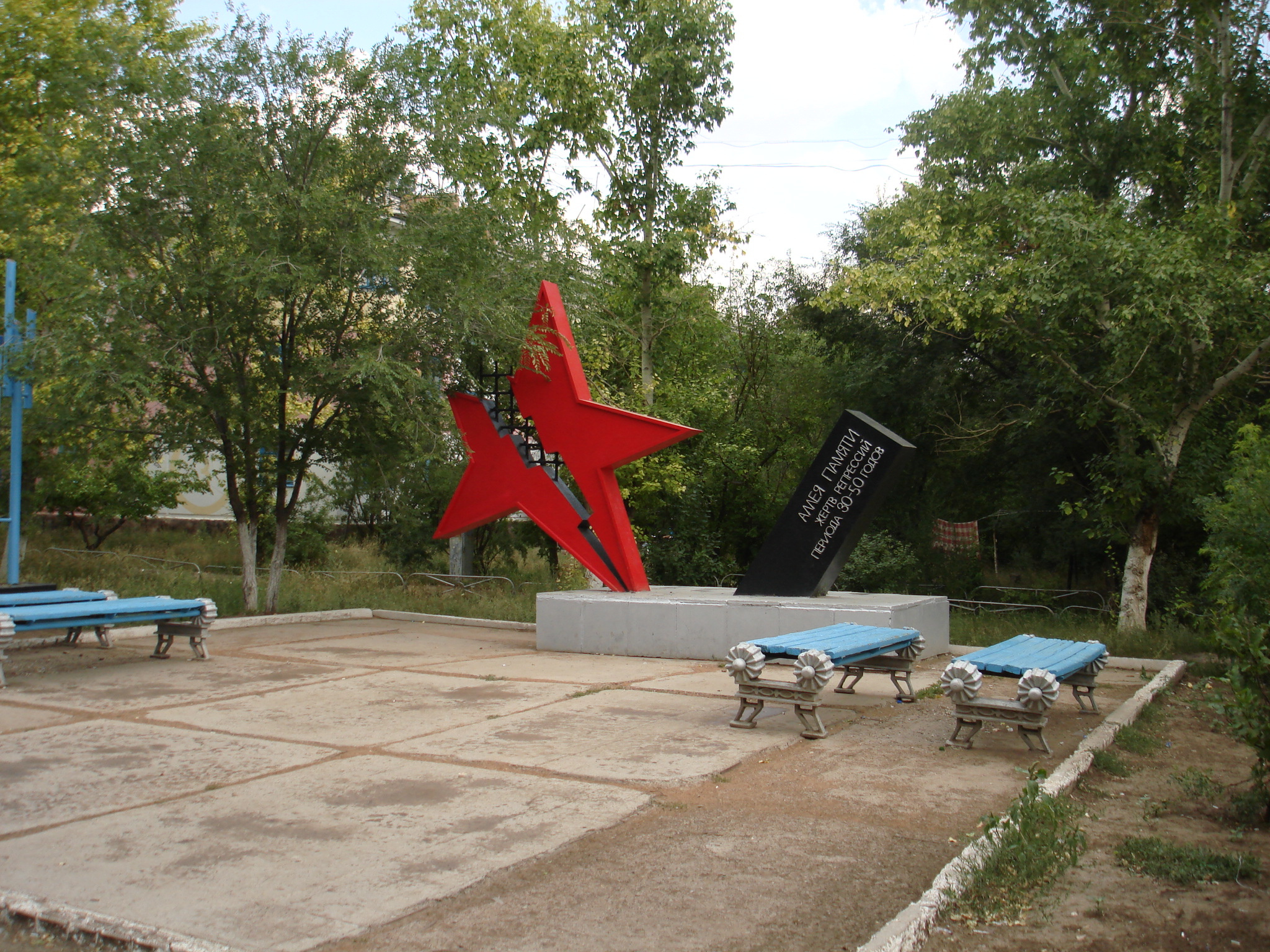
Pomník obětí ALŽIR, Astana
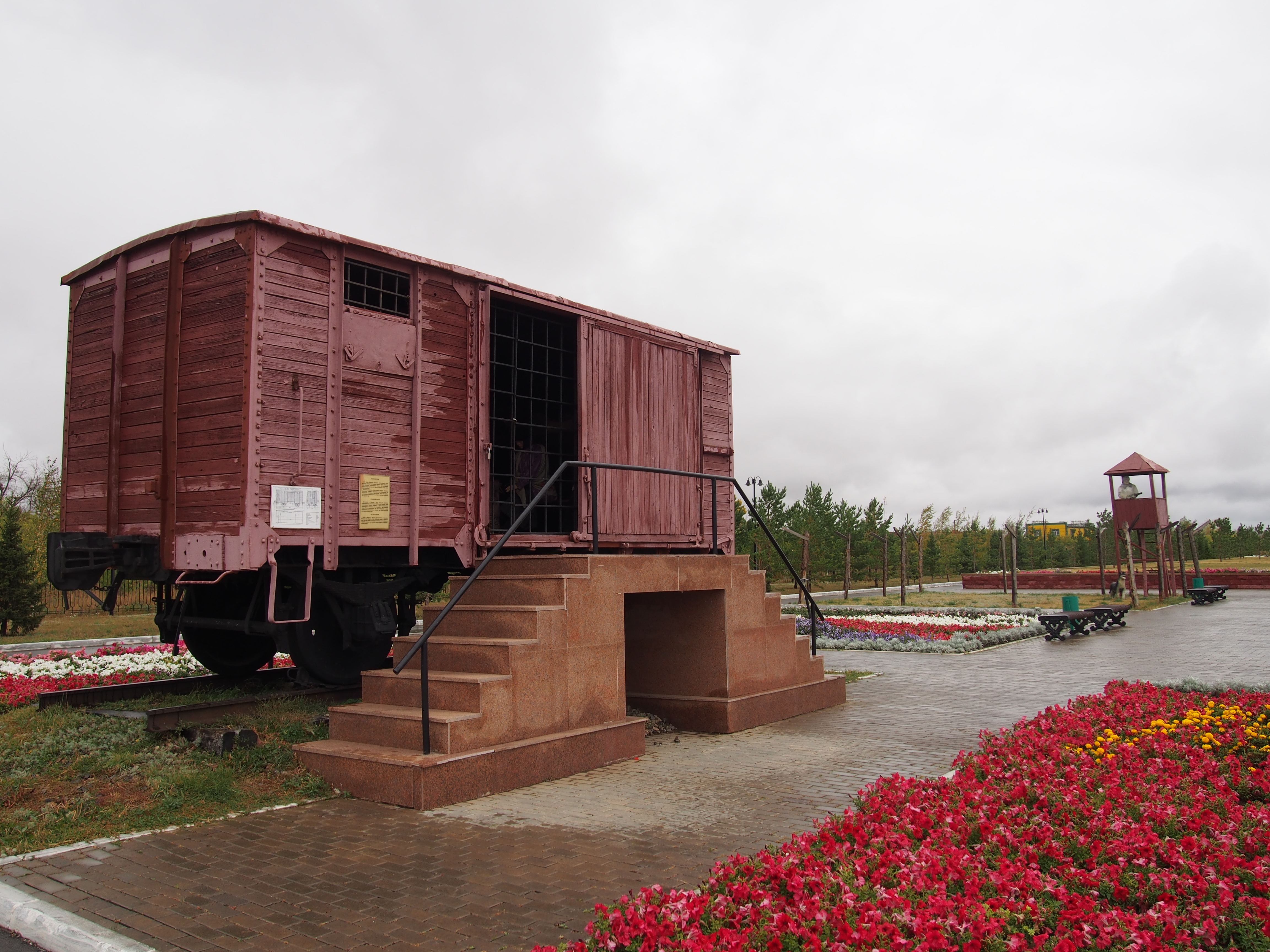
vagon ve kterém byli do Kazachstánu transportováni vězni
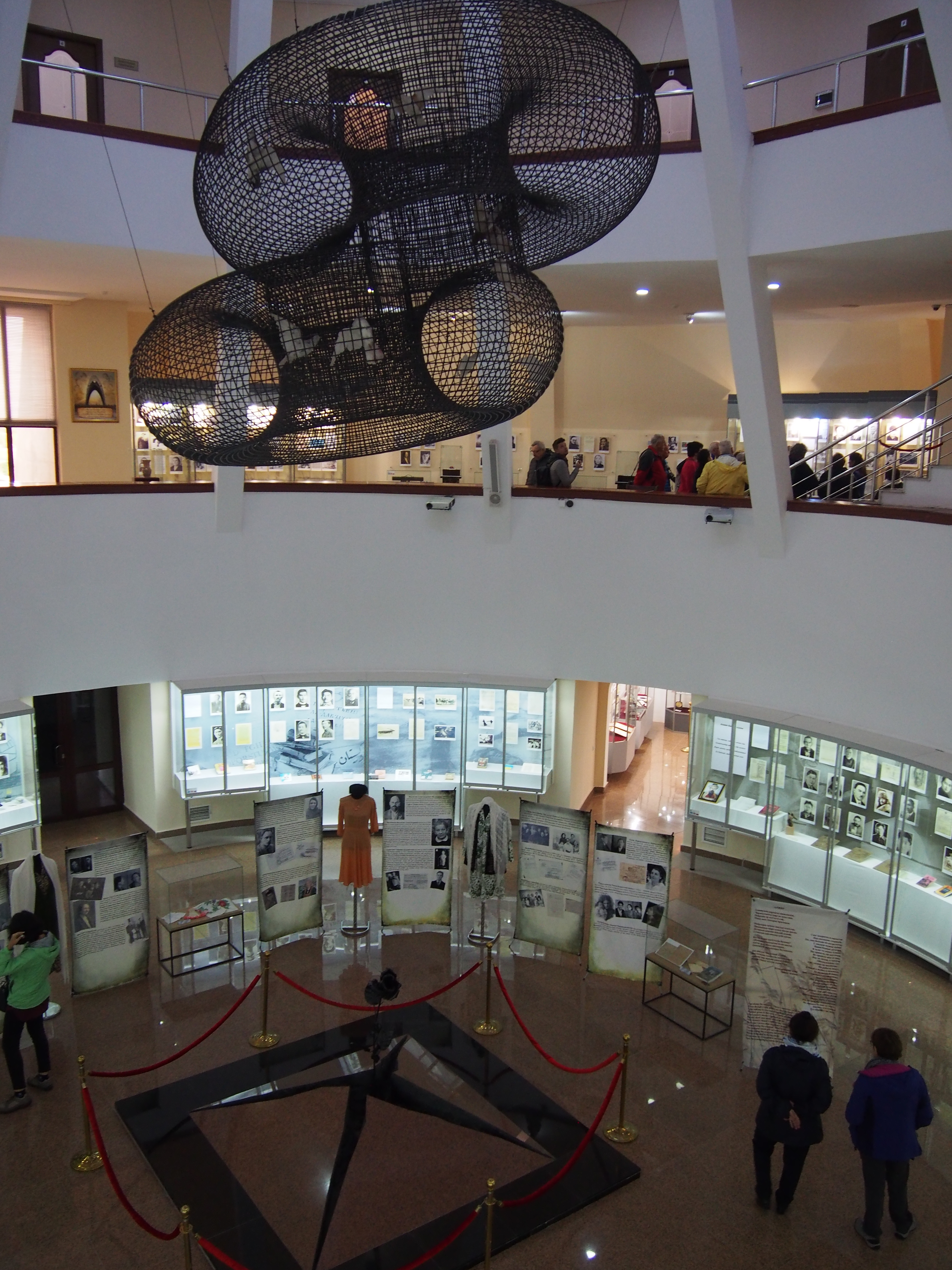
interiér Muzea ALŽIR